# Shriners Hospitals for Children Open
Le Shriners Hospitals for Children Open est un tournoi de golf du PGA Tour. Joué en fin d'année, il compte pour la saison suivante du PGA Tour.

## Palmarès
| année                                                    | Vainqueur       | Nationalité      |
| -------------------------------------------------------- | --------------- | ---------------- |
| Panasonic Las Vegas Pro Celebrity Classic                |                 |                  |
| 1983                                                     | Fuzzy Zoeller   | États-Unis       |
| Panasonic Las Vegas Invitational                         |                 |                  |
| 1984                                                     | Denis Watson    | Zimbabwe         |
| 1985                                                     | Curtis Strange  | États-Unis       |
| 1986                                                     | Greg Norman     | Australie        |
| 1987                                                     | Paul Azinger    | États-Unis       |
| 1988                                                     | Gary Koch       | États-Unis       |
| Las Vegas Invitational                                   |                 |                  |
| 1989                                                     | Scott Hoch      | États-Unis       |
| 1990                                                     | Bob Tway        | États-Unis       |
| 1991                                                     | Andrew Magee    | États-Unis       |
| 1992                                                     | John Cook       | États-Unis       |
| 1993                                                     | Davis Love III  | États-Unis       |
| 1994                                                     | Bruce Lietzke   | États-Unis       |
| 1995                                                     | Jim Furyk       | États-Unis       |
| 1996                                                     | Tiger Woods     | États-Unis       |
| 1997                                                     | Bill Glasson    | États-Unis       |
| 1998                                                     | Jim Furyk       | États-Unis       |
| 1999                                                     | Jim Furyk       | États-Unis       |
| Invensys Classic at Las Vegas                            |                 |                  |
| 2000                                                     | Billy Andrade   | États-Unis       |
| 2001                                                     | Bob Estes       | États-Unis       |
| 2002                                                     | Phil Tataurangi | Nouvelle-Zélande |
| Las Vegas Invitational                                   |                 |                  |
| 2003                                                     | Stuart Appleby  | Australie        |
| Michelin Championship at Las Vegas                       |                 |                  |
| 2004                                                     | Andre Stolz     | Australie        |
| 2005                                                     | Wes Short, Jr.  | États-Unis       |
| Frys.com Open                                            |                 |                  |
| 2006                                                     | Troy Matteson   | États-Unis       |
| Frys.com Open benefiting Shriners Hospitals for Children |                 |                  |
| 2007                                                     | George McNeill  | États-Unis       |
| Justin Timberlake Shriners Hospitals for Children Open   |                 |                  |
| 2008                                                     | Marc Turnesa    | États-Unis       |
| 2009                                                     | Martin Laird    | Écosse           |
| 2010                                                     | Jonathan Byrd   | États-Unis       |
| 2011                                                     | Kevin Na        | États-Unis       |
| 2012                                                     | Ryan Moore      | États-Unis       |
| 2013                                                     | Webb Simpson    | États-Unis       |
| 2014                                                     | Ben Martin      | États-Unis       |
| 2015                                                     | Smylie Kaufman  | États-Unis       |
| 2016                                                     | Rod Pampling    | Australie        |
| 2017                                                     | Patrick Cantlay | États-Unis       |